# Huỳnh Quang Thanh
Huỳnh Quang Thanh (Hồ Chí Minh, 10 ottobre 1984) è un calciatore vietnamita.

## Carriera

### Club
Ha giocato nella prima divisione vietnamita.

### Nazionale
Ha partecipato alla Coppa d'Asia 2007.

## Palmarès

### Club

#### Competizioni nazionali
- V League: 2

Binh Duong: 2007, 2008
- Supercoppa del Vietnam: 2

Binh Duong: 2007, 2008